# Cédric Joly
Cédric Joly (Sarlat-la-Canéda, 25 de enero de 1995) es un deportista francés que compite en piragüismo en la modalidad de eslalon.
Ganó una medalla de oro en el Campeonato Mundial de Piragüismo en Eslalon de 2019 y dos medallas en el Campeonato Europeo de Piragüismo en Eslalon, oro en 2018 y plata en 2019.

## Palmarés internacional
| Campeonato Mundial | Campeonato Mundial      | Campeonato Mundial | Campeonato Mundial |
| Año                | Lugar                   | Medalla            | Competición        |
| ------------------ | ----------------------- | ------------------ | ------------------ |
| 2019               | Seo de Urgel (España)   | Medalla de oro     | C1 individual      |
| Campeonato Europeo |                         |                    |                    |
| Año                | Lugar                   | Medalla            | Competición        |
| 2018               | Praga (República Checa) | Medalla de oro     | C1 por equipos     |
| 2019               | Pau (Francia)           | Medalla de plata   | C1 por equipos     |